# Marjal de Peníscola
Marjal de Peníscola este o arie protejată (sit de importanță comunitară — SCI) din Spania întinsă pe o suprafață de 105 ha, integral pe uscat.

## Localizare
Centrul sitului Marjal de Peníscola este situat la coordonatele 40°22′17″N 0°24′08″E / 40.3714°N 0.4022°E.

## Înființare
Situl Marjal de Peníscola a fost declarat sit de importanță comunitară în iulie 2001 pentru a proteja 4 specii de animale.

## Biodiversitate
Situată în ecoregiunea mediteraneană, aria protejată conține 5 habitate naturale: Pășuni mediteraneene udate de apa mării (Juncetalia maritimi), Pajiști umede mediteraneene cu ierburi înalte de Molinio-Holoschoenion, Tufărișuri halofile mediteraneene și termo-atlantice (Sarcocornetea fruticosi), Ape puternic oligomezotrofe cu vegetație bentonică cu Chara spp., Lagune de coastă.
La baza desemnării sitului se află mai multe specii protejate:
- pești (2): Aphanius iberus, Valencia hispanica
- reptile (2): țestoasa de baltă (Emys orbicularis), Mauremys leprosa